# هيكل داخلي

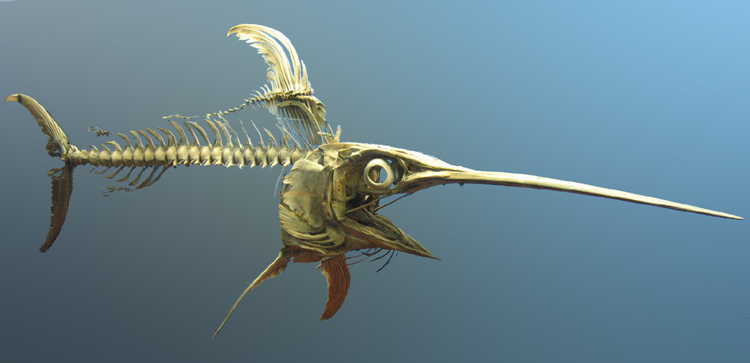
الهيكل الداخلي لسمكة أبو سيف

الهيكل الداخلي (من اليونانية ἔνδον, éndon = «بالداخل»، «داخلي» + σκελετός, skeletos = «هيكل») هو الهيكل الداخلي الداعم للحيوان، ويتكون من أنسجة ممعدنة. وينمو الهيكل الداخلي بداخل الجلد أو في أنسجة الجسم الغائرة. وتعتبر الفقاريات أساسًا هيكلاً داخليًا مكونًا من نوعين من الأنسجة (العظم والغضاريف). ويتكون الهيكل الداخلي، أثناء النمو الجنيني المبكر، من الحَبْل الظَّهْري والغضاريف. ثم يُستبدل الحبل الظهري في معظم الفقاريات بالعمود الفقري والغضروف بالعظم عند البلوغ. وقد وُجدت في ثلاث شعب وطائفة فرعية من الحيوانات، هياكل داخلية معقدة: الحبليات والشوكيات والإسفنجيات والغمديات. وقد تكون وظيفة الهيكل الداخلي هي التدعيم فقط (كما في الإسفنجيات)، ولكنه غالبًا ما يكون كملحق للعضلات وميكانيكية لنقل القوى العضلية. وينتج الهيكل الداخلي من نسيج أديمي متوسط. ويوجد مثل هذا الهيكل العظمي في الشوكيات والحبليات. ويتكون الهيكل العظمي في الإسفنجيات من شُوَيْكَات كلسية أو سيليكونية مجهرية أو شبكة سبونجيات. ولا تمتلك الغمديات هيكلاً داخليًا حقيقيًا بالمعنى التطوري، فقد تطور الهيكل الخارجي للرخويات إلى أنواع عديدة من الهيكل الداخلي، ويعتبر «عظم الحبَّار» للحبَّار أكثر الأمثلة المعروفة في هذا الإطار. ولكنها تتميز بنسيج غضروفي في جسمها، في الرأس بالأخص، حتى وإن لم يكن ممعدنًا، حيث يشكل جمجمة بدائية. إن الهيكل الداخلي يعطي الشكل، ويعمل كدعامة، ويقدم الحماية للجسم، ويوفر وسيلة للتحرك.